# A Habsburg-ház magyar trónfosztásai

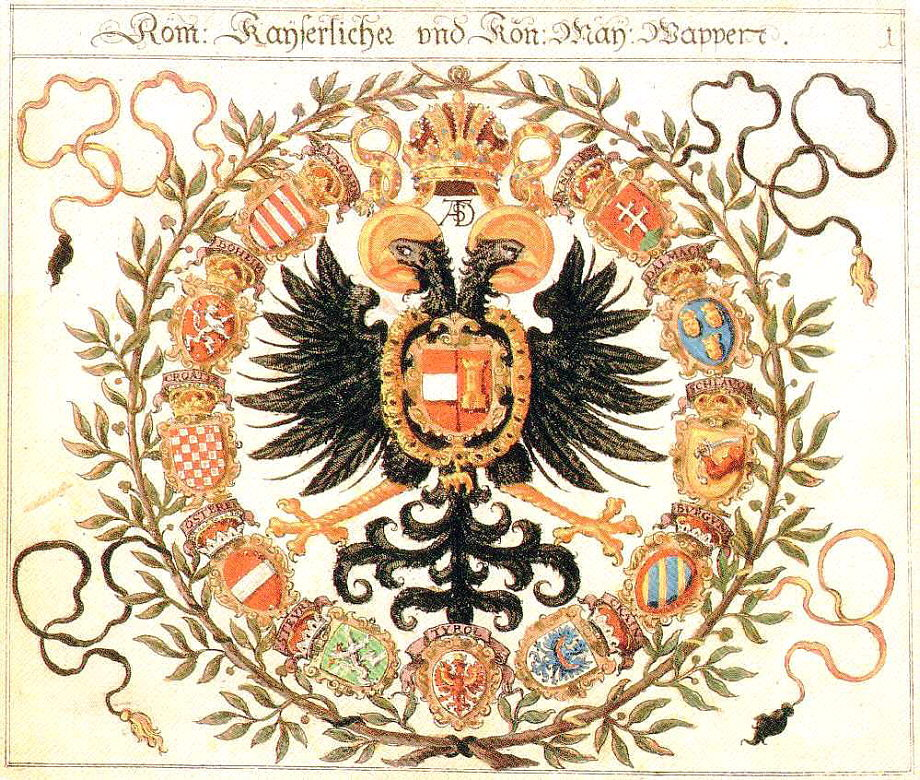
A Habsburg császár címere

A magyar történelem során négy alkalommal került sor egy-egy Habsburg-házi uralkodó trónfosztására (detronizációra): 1620-ban, 1707-ben, 1849-ben és 1921-ben.

## Az első trónfosztás (1620)

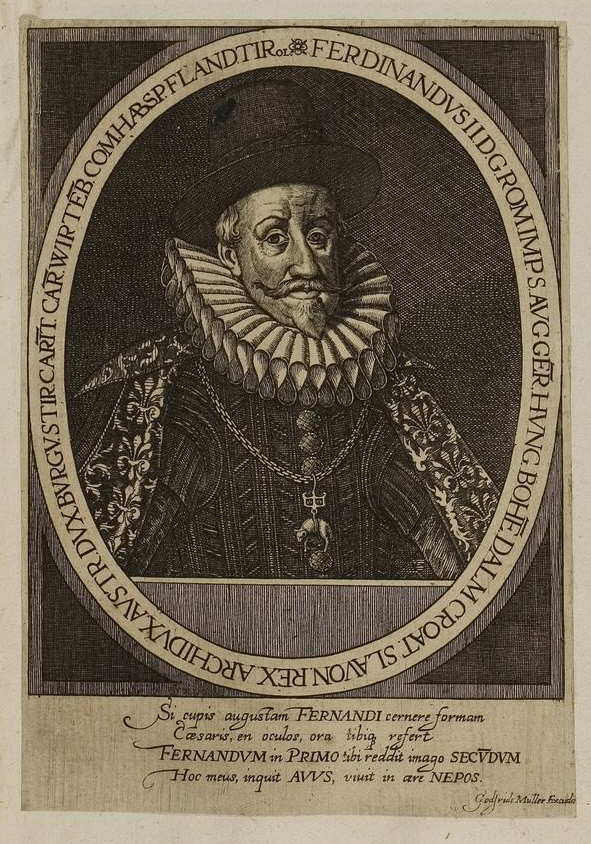
II. Ferdinánd magyar király

A harmincéves háború (1618–1648) első, ún. cseh szakaszában a magyar-erdélyi seregeket az akkori erdélyi fejedelem, Bethlen Gábor (1613–1629) vezette az osztrákok ellen. Az ő tevékenységének köszönhetően, 1526 után először került sor arra, hogy a Kárpát-medence komoly politikai tényezővé emelkedhetett Közép-Európában.
„[…] Hat egész esztendőtől fogva tractáltuk az békességet az ausztriai famíliával, akármit confoederáltunk és azt akármi diplomákkal erősítettük, de már ugyan ottan mindjárást eszünkbe vöttük és nyilvánossággal megtapasztaltuk ellenünk alattomban való ártalmas practikájokat, melyeket noha jól tudtunk, de mégis békességes tűréssel szenvedtük.
1619 őszén Bethlen és csapatai már Bécset fenyegették. 1620. augusztus 25-én aztán kimondták a Habsburg-ház első trónfosztását, és a királyi koronát elméletileg Bethlen kapta meg. A török Porta azonban a főrendek nyomására sok területen próbálta megkötni az uralkodó kezét, és ahogyan a besztercebányai gyűlésen, ezúttal sem fogadta el a koronát. Az 1621-es nikolsburgi béke értelmében Bethlen lemondott a királyi címről és a magyar koronát a felségjelvényekkel együtt visszaadta II. Ferdinándnak.

## A második trónfosztás (1707)

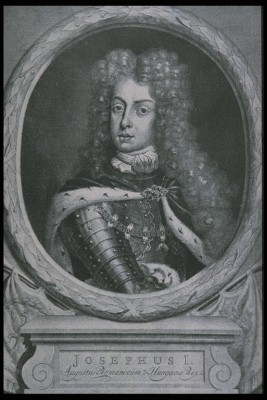
I. József magyar király

A II. Rákóczi Ferenc vezette szabadságharc (1703–1711) során váltakozó sikerek után a talpasok 1707–1708 fordulóján értek el törekvéseik csúcsára. Rákóczi tervezett célja az volt, hogy visszaállítsa Magyarország függetlenségét oly módon, hogy elszakadva a Habsburg-háztól egy új királyt választ II. Miksa Emánuel bajor választófejedelem személyében. Ebben a helyzetben Ónodon országgyűlést hívtak össze, ahol két igen fontos kérdésben állapodtak meg:
- 1. a rendi konföderáció (amelyet a szécsényi gyűlésen állapítottak meg) rendezetlenül maradt kérdései
- 2. a Habsburg-ház trónfosztása

A június 13-án kiadott trónfosztói határozatban megfosztották I. Józsefet koronájától. Bercsényi Miklós ekkor mondta el azóta híressé vált mondatát: „Eb ura fakó! József császár nem királyunk!” (Az „eb ura fakó” kifejezés abban a korban igen durva káromkodás volt.)
(Bercsényi korában a „fakó” vagy „fackó” szót a komondor, ősi magyar kutyafajra, később pedig általában a kutyaféle megnevezésére használták. A szállóigében tehát a „kutya” és az „eb” kifejezés van egymással szembeállítva. Jelentése: kutya, apának eb a fia)

## A harmadik trónfosztás (1849)
Ferencz József 1849. márczius hóban azután kibocsátá azon osztrák alkotmány levelet, mely Magyarországot az összbirodalomba, beolvasztja. A debreczeni országgyülés erre trónvesztettnek nyilvánitá a Habsburg uralkodóházat ápril 14-ikén

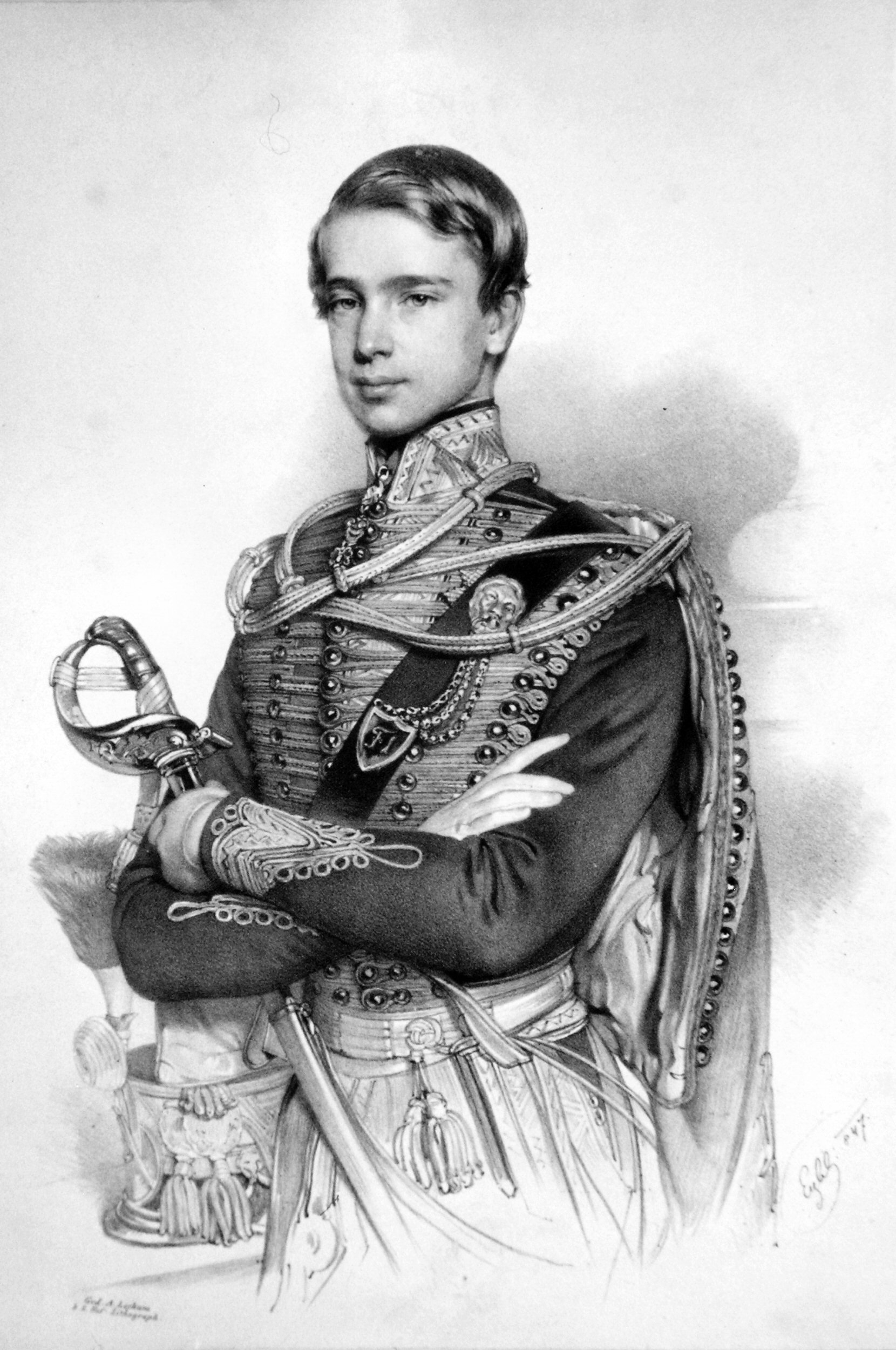
I. Ferenc József magyar király

Az 1848–49-es forradalom és szabadságharc során a magyarok váltakozó sikereket könyvelhettek el maguknak. 1849 februárjában azonban a kápolnai csatában vereséget szenvedtek a Windisch-Grätz herceg által vezetett császári csapatoktól. Miután a bécsi udvarba menesztett követ azt jelentette I. Ferenc József császárnak, hogy a magyar seregeket szinte teljesen szétverték, a császár szentül hitte, hogy ezzel a szabadságharc véget ért. Ideje volt hozzálátni az új állami keretek kialakításához. Az 1849. március 4-én magyarokra ráerőszakolt („oktrojált”) alkotmány volt hivatott biztosítani az új állami lét garanciáit (elviekben leválasztották volna Erdélyt, a Határőrvidéket, és a Vajdaságot Magyarország területéről), valamint egy részben parlamentáris-alkotmányos intézményrendszert teremtett volna az országban, ám az uralkodó emellett abszolutista módon kormányozhatta volna birodalmát. A magyar rendek kénytelenek voltak elfogadni ezt a rendelkezést, amelyet Olmützben aztán alá is írtak.
Klapka György tábornok azonban ezt követően egy új támadási tervet készített, és az ez alapján meginduló tavaszi hadjárat sorozatos győzelmeket hozott a magyarok számára (Hatvan, Tápióbicske, Isaszeg, Vác). A sikerek hatására a Debrecenben ülésező magyar Országos Honvédelmi Bizottmány Kossuth Lajos vezetésével kiadta a Függetlenségi Nyilatkozatot, majd április 14-én kimondták a Habsburg-ház trónfosztását. A siker azonban csak átmeneti lehetett, és miután augusztusban leverték a szabadságharcot, a trónfosztói határozatot semmisnek tekintették.

## A negyedik trónfosztás (1921)

IV. Károly magyar király (1916)

A trianoni béke aláírása után Horthy Miklós kormányzó Teleki Pált bízta meg kormányalakítással, aki – miután többé-kevésbé rendezte a magyar állam belpolitikai kérdéseit – egy igen fontos eseménnyel volt kénytelen szembesülni. IV. Károly király ugyanis bejelentette, hogy újfent igényt tartana a magyar trónra, és 1921 márciusában Szombathelyre érkezett. Innen indult húsvét vasárnap Budára, ám az antanthatalmak kijelentették, hogy nem hajlandók elismerni a Habsburg-ház restaurációs törekvéseit. A fenyegetett helyzetben ráadásul Románia, Csehszlovákia és Jugoszlávia létrehozták a kisantantot, amely egy esetleges államcsíny után azonnal megtámadta volna Magyarországot. IV. Károly így lemondott vágyairól, de csupán egy időre.
1921. október 20-án IV. Károly ismét Magyarországra érkezett, és Sopron környékén támogatókat is szerzett magának (Rakovszky István, Gratz Gusztáv, ifj. Andrássy Gyula, Lehár Antal). Az ő kíséretükben indult el Buda felé. Horthy Miklós és gróf Bethlen István – ekkor már ő volt a miniszterelnök – először tárgyalni próbált az uralkodóval, ám a király nem mondott le terveiről. Október 22–23-án a budaörsi csatában IV. Károly és a legitimisták (akik elismerték a Habsburgok trónigényét) csapatai vereséget szenvedtek. A felkelők Horthy közbenjárásának köszönhetően amnesztiában részesültek, IV. Károlyt azonban november 6-án (a XLVII. törvénycikk értelmében) megfosztották trónjától és Madeira szigetére száműzték.